# نقابة المخرجين الأمريكيين
نقابة المخرجين الأمريكيين (بالإنجليزية: Directors Guild of America)‏ وتختصر كـ DGA هي طائفة حرفية في مجال الترفيه والتي تمثل مصالح مخرجي الأفلام والتلفزيون في الصناعة سواء كانت داخل الولايات المتحدة الأمريكية أو خارجها. تأسست في سنة 1936. إزداد عدد أعضائها مع الوقت إلى أن وصل 15 ألف عضو في 2013.

## الرؤساء
ممن سبق لهم ترأس النقابة :
- مايكل أبتيد
- روبرت وايز
- فرانك كابرا
- جورج ستيفنز
- جوزيف مانكيفيتس
- جورج ستيفنز
- فرانك كابرا
- كينج فيدور